# Марк Папирий Крас
Марк Папирий Крас или Маний Папирий Крас (на латински: Marcus/Manius Papirius Crassus) e политик на ранната Римска република през 5 век пр.н.е.
Произлиза от патрицианската фамилия Папирии. През 441 пр.н.е. той е консул с Гай Фурий Пацил Фуз. По това време Рим не води войни.